# Neutralidad de red

La red neutral es aquella que permite comunicación de punto a punto sin alterar su contenido.

La neutralidad de red es el principio por el cual los proveedores de servicios de Internet y los gobiernos que la regulan deben tratar a todo tráfico de datos que transita por la red de igual forma indiscriminadamente, sin cobrar a los usuarios una tarifa dependiendo del contenido, página web, plataforma o aplicación a la que accedan. Tampoco pueden discriminar según el tipo de equipamiento, dispositivo o método de comunicación que utilizan para el acceso. En definitiva, la neutralidad de la red evita que el proveedor contratado cargue tarifas adicionales por visitar alguna web a su cuenta por el servicio prestado.
En el fondo se trata de un problema de precios: consiste en determinar si los operadores de telecomunicaciones y los proveedores de acceso a Internet deben cobrar o no a los consumidores sólo una vez por el acceso a Internet, sin favorecer a un proveedor de contenidos sobre otro, ni imponiendo a los proveedores y plataformas de contenidos precios adicionales por enviar información a través de sus redes a los internautas finales.
El término fue acuñado en la Universidad de Columbia por el profesor Tim Wu en 2003, como una extensión del concepto de una operadora común que era utilizado para describir el papel de los sistemas telefónicos.
La neutralidad de red se debe ver ante todo como una forma en que los ISP proporcionan el mismo servicio a todos los usuarios y proveedores. Pero hay que tener en cuenta que en las redes es necesario diferenciar el tráfico para priorizar las comunicaciones de los servicios de emergencias, la gestión de la propia red de las operadoras y el uso de servicios críticos como los de tele-asistencia y otros.
Debido a esto y a la influencia de la opinión pública, algunos gobiernos decidieron regular el ancho de banda de los servicios de Internet como un servicio público como, por ejemplo, se regula la electricidad, el gas o el agua. Además, también se imponen limitaciones a los proveedores y se regulan las ofertas que puedan ofrecer.

## Definición y Términos relacionados

### Neutralidad de Internet
La neutralidad de red es el principio por el cual todo el tráfico de internet debería ser tratado de la misma forma. El tráfico de Internet incluye todos los diferentes mensajes, archivos y datos enviados a través de Internet, incluyendo, por ejemplo, correos electrónicos, archivos de audio, archivos de vídeo, etc. Según Tim Wu, Profesor de Derecho de la Universidad de Columbia, la mejor manera de explicar la neutralidad de red es que una red de información pública acabará siendo más útil si todos los contenidos, sitios web y plataformas (por ejemplo: dispositivos móviles, consolas de videojuegos, etc) son tratados por igual.
Una definición propuesta más detallada de neutralidad de red técnica y de servicio es que el paradigma de funcionamiento de una determinada capa no está influenciado por ningún otro dato distinto de los interpretados en esa capa, en concordancia con el protocolo especificado por esa capa.

### Internet Libre (Open Internet)
La idea de un Internet libre es para que todos los recursos y medios que ofrece Internet sean fácilmente accesibles para todos los individuos, organizaciones o empresas.
Esta idea engloba otras como, por ejemplo, la neutralidad de red, estándar abierto, transparencia y censura en Internet. El concepto de un Internet libre es a veces expresado como un poder tecnológico descentralizado, donde se puede apreciar una cercana relación al software de código abierto, un tipo de software que permite a cualquiera acceder al código del programa, es decir, cualquier usuario puede mejorar el software o corregir errores.
Los defensores de la neutralidad de red ven el software de código abierto como un componente fundamental de "Internet libre" donde el tratamiento igual de los datos y la apertura de los estándares web permite utilizar Internet de manera más fácil para comunicarse, realizar negocios y actividades sin la intervención de un tercero.
Un Internet cerrado es la versión opuesta, donde determinadas personas, gobiernos, o grandes corporaciones favorecen ciertos usos. Un Internet cerrado implica tener restricciones sobre los estándares web, ralentizar algunos servicios o aplicar filtros sobre contenidos. Algunos países bloquean páginas web, monitorizan o censuran el uso de Internet utilizando a la policía, un tipo especializado de aplicación de la ley o a la policía secreta.

### Servicios “zero rating”
El término servicios "zero-rating" describe una práctica comercial mediante la cual ciertos contenidos de Internet se entregan al usuario final a un costo considerablemente reducido o incluso de forma gratuita. En este escenario, el proveedor del servicio de Internet normalmente subsidia el costo del acceso a Internet a cambio de ventajas de mercado tangibles o intangibles. Estas ventajas de mercado podrían traducirse en un aumento de la base de suscriptores, derechos de acceso preferencial para la oferta de servicios de Internet o la posibilidad de monetizar los datos recogidos de los suscriptores de los servicios. Actualmente existe un debate acerca de si estos servicios discriminan los flujos de datos que no se ofrecen bajo un servicio zero-rating. Del mismo modo, no está claro si el hecho de que un servicio zero rating ofrezca un subconjunto del acceso pleno a Internet, a quienes de otra manera no tendrían ningún acceso; sea mejor o peor que el potencial daño derivado de un limitado acceso a Internet. Este debate es particularmente importante en los países en desarrollo, donde se han planteado preocupaciones acerca de las posibles desventajas y consecuencias involuntarias de los servicios zero rating.

### Competencia de mercado
La existencia de una saludable competencia de mercado es un componente frecuente en las discusiones sobre neutralidad de la red. En los mercados donde las opciones de acceso asequible a Internet son limitadas, los usuarios son potencialmente más vulnerables a ver restringido su acceso al contenido disponible o a experimentar un desempeño más pobre de la red. Para los ISP, la competencia en el mercado es útil, dado que ofrece a los consumidores la posibilidad de elección y fomenta la innovación entre los proveedores de servicios. Además, la promoción de la competencia para la provisión de acceso a Internet apoya la posibilidad de que los usuarios escojan entre diferentes servicios y experiencias en línea.

### Bloqueo y filtrado
Bloquear o filtrar contenido es una práctica según la cual a los usuarios finales se les niega el acceso a ciertos contenidos en línea en función de determinados controles reglamentarios u objetivos de negocio de los proveedores de servicios de Internet (ISP), o de los operadores de infraestructura de red, para favorecer sus propios contenidos. Algunos consideran que la filtración selectiva de los contenidos de Internet va en contra de los principios de acceso libre y gratuito, sobre todo cuando favorece los servicios de algún ISP. Otros ven el bloqueo y filtrado como métodos necesarios para proteger a menores de contenidos objetables, o limitar la proliferación de contenidos ilegales en línea.
En Brasil se registró el caso del bloqueo de la aplicación WhatsApp en todo el territorio brasileño, orden emitida por una jueza en Río de Janeiro, luego de que la compañía se negara a interceptar las comunicaciones de algunos usuarios investigados por la justicia del país, siendo así la tercera vez que esta aplicación sufre restricciones en Brasil . Muchos consideran esto una violación a de la neutralidad de la red, pues afecta el derecho que tiene el usuario a usar dicha aplicación para comunicarse y recibir información.
En Venezuela, durante las manifestaciones ocurridas durante febrero de 2014, en la ciudad de San Cristóbal, Estado Táchira, los habitantes se quedaron sin acceso a Internet por más de 24 horas. Expertos en el manejo informático y de redes consultados por Inside Telecom, destacaron que lo que está pasando en el Táchira es un bloqueo provocado dentro de la red de ABA. Eso dejó a miles de usuarios, entre ellos a los manifestantes, medios de comunicación, al sector empresarial, entre otros, sin acceso a la información de los sucesos que estaban ocurriendo en las calles. Esto, es una violación tanto al concepto de Neutralidad como también al derecho de libertad de expresión y acceso a la información.

### Neutralidad de dispositivo
La neutralidad de dispositivo es el principio que rige, que para asegurar la libertad de decisión y la libertad de comunicación para los usuarios de dispositivos conectados a la red, no sólo es suficiente que los operadores de red no interfieran en sus propias decisiones y actividades; los usuarios deben tener libertad de utilizar las aplicaciones de su elección y así mismo tener la libertad de eliminar aquellas aplicaciones que no deseen.  
Se puede definir mediante la siguiente analogía con la neutralidad de red:
Neutralidad de red: los principios de neutralidad son codificados ex-ante  y existe una vía judicial para la compensación. Los proveedores de conectividad pueden implementar la gestión de tráfico, pero las reglas deben ser las mismas para todos. La alternativa antimonopolio lleva más tiempo y ofrece pocos precedentes.
Neutralidad de dispositivo: de manera similar, los principios de neutralidad son codificados ex-ante y se valen de recursos judiciales. Los proveedores de dispositivos pueden establecer políticas para administrar aplicaciones, pero también estas deben aplicarse de manera neutral. 
En 2015, Stefano Quintarelli experto en IT, presentó en Italia un proyecto fallido para hacer cumplir la neutralidad de dispositivo. La ley obtuvo el apoyo formal de la Comisión Europea por la Organización Europea de Consumidores (BEUC), la Electronic Frontier Foundation y el Centro Hermes para la Transparencia y los Derechos Humanos Digitales. También una ley similar se promulgó en Corea del Sur.  En China también se propusieron principios similares.  Del mismo modo el regulador francés de telecomunicaciones ARCEP ha pedido la introducción de la Neutralidad de dispositivo en Europa. 

### Facturación y tarifas
Los ISP tienen la posibilidad de ofrecer un equilibrio entre una tarifa de suscripción básica (paquete mensual) y un pago por uso (pagar por medición de MB). El ISP establece un umbral mensual  máximo de uso de datos, sólo para poder ofrecer un reparto equitativo entre los clientes y una garantía de uso justo. En general esto no se considera una intrusión, sino que permite un posicionamiento comercial entre los ISP.

### Redes alternativas
Algunas redes como el Wi-Fi público o Google Loon pueden restar tráfico de los proveedores de redes fijas o redes móviles. Esto puede cambiar significativamente el comportamiento de extremo a extremo (rendimiento, tarifas).

## Principales problemas

### Discriminación por protocolo
La discriminación por protocolo es la información que favorece o bloquea basada en aspectos del protocolo de comunicaciones que los ordenadores están utilizando para comunicarse. En Estados Unidos se presentó una queja ante la Comisión Federal de Comunicaciones contra el proveedor de servicios Comcast alegando que habían inhibido ilegalmente el servicio de Internet de alta velocidad a los usuarios del servicio de intercambio de archivos BitTorrent. Comcast fue sancionada a pagar 16 millones de dólares en diciembre de 2009.
Sin embargo un tribunal de apelación dictaminó en abril de 2010 que la Comisión Federal de Comunicaciones (FCC) excedió su autoridad cuando en 2008 sancionó a Comcast por evitar deliberadamente que algunos usuarios usaran servicios P2P para descargar archivos de gran tamaño. Sin embargo la portavoz de la FCC respondió "el tribunal de ninguna manera estuvo en desacuerdo con la importancia de preservar un Internet libre y abierto, ni cerró la puerta a otros métodos para lograr este importante fin".
A pesar del fallo del tribunal a favor de Comcast, un estudio realizado por Measurement Lab en octubre de 2011 verificaba que Comcast prácticamente había detenido estas prácticas sobre BitTorrent.

### Discriminación por dirección IP
Véase también: IP addresses blocking y Deep packet inspection
Durante la década de los 90 crear un Internet no neutral era técnicamente inviable. Desarrollada originalmente para filtrar malware dañino, la empresa de seguridad de INternet NetScreen Technologies lanzó en 2003 cortafuegos de red con las llamadas capacidades de inspección profunda de paquetes. La inspección profunda de paquetes ayudaba a discriminar en tiempo real entre los diferentes tipos de paquetes posibles, esta técnica ha sido usada a menudo para la censura de Internet. En la práctica las compañías que utilicen zero-rating reembolsarán los datos usados en determinadas direcciones favoreciendo el uso de estos servicios. Como ejemplos se puede incluir Facebook Zero, Wikipedia Zero y Google Free Zone. Estos servicios zero-rating son especialmente comunes en los países en vías de desarrollo.
A veces, los proveedores de servicios de Internet (ISP) cobrarán a algunas compañías, pero no a otras, por el tráfico que causan en la red del ISP. La operadora de telecomunicaciones francesa Orange afirma que el tráfico de Youtube y otros sitios web de Google es alrededor del 50% del tráfico de su red. Orange llegó a un acuerdo con Google por el cual Google pagaría por el tráfico que pasara por la red de Orange. Algunos también pensaron que el ISP rival de Orange controlaba el tráfico de YouTube. Sin embargo una investigación hecha por la Regulación francesa de las Telecomunicaciones reveló que la red estaba simplemente congestionada durante las horas pico.

### Favorecer las redes privadas
Los defensores de la neutralidad de red argumentan que sin nuevas regulaciones los proveedores de servicios de internet podrían favorecer sus propios protocolos privados sobre otros. Los ISPs pueden favorecer el uso de servicios específicos mediante el uso de redes privadas para discriminar a los datos que se encuentren fuera de los límites del ancho de banda. Por ejemplo, Comcast llegó a un acuerdo con Microsoft que permitía a los usuarios ver la televisión a través de la aplicación Xfinity en sus Xbox 360s sin que afectara a su límite de ancho de banda. Sin embargo al usar otras aplicaciones de televisión en streaming como Netflix, HBO Go o Hulu sí que se veía afectado el límite de ancho de banda de los usuarios. Comcast negó esto infringiera los principios de neutralidad de red diciendo "El servicio de Xfinity de Xbox se ejecuta en nuestra red privada de Internet"

### Discriminación peering
Existe un desacuerdo sobre si el "peering" es un problema de neutralidad de red. En el primer trimestre de 2014, Netflix llegó a un acuerdo con el ISP Comcast para mejorar la calidad de su servicio a los clientes de Netflix. Este acuerdo se alcanzó debido a que las velocidades de conexión a través de Comcast eran cada vez más lentas durante el transcurso del año 2013. En ese año la velocidad descendió de media un 25% con respecto a los valores del año anterior. Después del acuerdo alcanzado en enero de 2014, el índice de velocidad de Netflix se incrementó en un 66%. 
Netflix alcanzó un acuerdo similar con Verizon en 2014, después de que la velocidad de conexión de los clientes de Verizon cayera por debajo de 1Mbit/s el año anterior. Netflix generó una polémica al comunicar a todos los clientes de Verizon que habían tenido una baja velocidad de conexión mientras usaban Netflix. Esto provocó un debate interno entre las dos compañías que llevó a obtener una orden el 5 de junio de 2014 que obligó a Netflix a dejar de mostrar este mensaje.

### Favorecer los sitios web de Carga rápida
Los defensores de la neutralidad de red han dado argumentos a favor de la necesidad de una regulación ya que se ha demostrado una baja tolerancia a los proveedores de contenido que tiene un tiempo de carga lento. Un estudio realizado en 2009 por Forrester Research, los compradores en línea esperaban que las páginas web que visitaban descargaran su contenido al instante. Cuando una página no se carga a la velocidad esperada muchos de los compradores abandonaban la página. Un estudio descubrió que un retraso de un segundo podría generar " un 11% menos de visitas a la página, un descenso del 16% en la satisfacción de los clientes y unas perdidas del 7%". Este retraso puede causar un problema de servidor a los pequeños innovadores que han creado nuevas tecnologías. Si un sitio web es lento por defecto, el público en general perderá interés y favorecerá un sitio web que funcione más rápido. Esto ayuda a las grandes empresas corporativas a mantener el poder porque tienen los medios para financiar velocidades de Internet más rápidas. Por otro lado, los competidores más pequeños tienen menos capacidades financieras, lo que les dificulta el éxito en el mundo en línea.

## Aspectos legales
La aplicación legal de los principios de neutralidad de la red adopta una variedad de formas, desde disposiciones que prohíben el bloqueo anticompetitivo y la "regulación" de los servicios de Internet, hasta el cumplimiento legal que impide que las empresas subsidien el uso de Internet en sitios particulares. Contrariamente a la creencia popular y las declaraciones de varias personas involucradas en el debate académico actual, la investigación sugiere que un solo instrumento político (como por ejemplo una política de no bloqueo) no puede alcanzar el valor político y económico para ser el objetivo central del debate. Como sugieren Bauer y Obar, "salvaguardar objetivos múltiples requiere una combinación de instrumentos que probablemente involucrarán medidas gubernamentales y no gubernamentales". Además, promover objetivos como la libertad de expresión, la participación política, la inversión y la innovación exige políticas complementarias".

## Clasificación de transmisores
En los Estados Unidos las operadoras o empresas transmisoras están enmarcadas como:
- Transmisores regulados: son intrínsecamente neutros (de ahí el término neutralidad) puesto que brindan un servicio esencial. Estas entidades tienen permitido cobrar al usuario residencial para mantener su economía, pero, hipotéticamente, se les prohíbe modificar la neutralidad según conveniencias privadas. Es decir, no pueden decidir qué tipo de contenido circula salvo que este atente contra el bien común. Por ejemplo los ISP o las compañías de electricidad.

- Transmisores privados: prestan servicios entre privados y el estado no los regula. Estas empresas deciden qué transportar, sin rendirles cuenta a nadie más que las fluctuaciones de su propia economía. Por ejemplo la TV por cable y las compañías de telefonía móvil.

Los proveedores de servicios de Internet quieren pasar de ser transmisores comunes como han sido considerados históricamente a ser transmisores privados y de ese modo lograr mayor injerencia sobre qué circula en sus redes. Este concepto está causando una considerable controversia en los Estados Unidos, con diferentes iniciativas legislativas destinadas a regular y aplicar, en su caso, dicho principio.

## Iniciativas de países
- Chile: en julio de 2010, se convierte en el primer país del mundo en aprobar una ley (ley N° 20.453[16]) a favor de la neutralidad en la red.[17][18]

- Países Bajos es el primer país europeo en aprobar el año 2012 una norma de neutralidad de la red que prohíbe a los operadores de telefonía móvil bloquear o cobrar a los consumidores una tarifa extra por el uso de servicios determinados. En este sentido, las empresas no podrán ni restringir ni cobrar adicionales por el uso que los consumidores hagan de aplicaciones como Skype o WhatsApp.[19][20]

- Europa: En 2014 el Parlamento Europeo votó a favor de la neutralidad en la red. La ley establece que el acceso a internet es un servicio público que no puede ser alterado en función de criterios empresariales.[21][22]

- Brasil: En 2014 Brasil aprobó el Marco Civil de Internet, que recoge como principio la neutralidad de la red.[23]
- Estados Unidos: El 14 de diciembre de 2017 EE. UU suspendió la neutralidad de la red impulsada con la regulación del sector por el Gobierno de Barack Obama en 2015 por lo que los proveedores de Internet puedan priorizar el acceso a determinados contenidos La decisión fue adoptada por la Comisión Federal de Comunicaciones por tres votos a favor - los de los miembros republicanos del organismo - y dos en contra - los de los demócratas -.[22][24]
- España: La vigente Ley 9/2014, de 9 de mayo, General de Telecomunicaciones, establece de forma indirecta la misma como un principio general en su art. 3.h).[25]
- India: En el año 2018, el gobierno indio aprobó por unanimidad nuevas regulaciones que respaldan la neutralidad de la red. Se considera que las regulaciones son las "más fuertes del mundo", que garantizan Internet libre y abierto para casi 500 millones de personas,[26] y se espera que ayuden a la cultura de nuevas empresas e innovación. Las únicas excepciones a las reglas son los servicios nuevos y emergentes, como la conducción autónoma y la telemedicina, que pueden requerir carriles de Internet priorizados y velocidades más rápidas de lo normal.[27]

## Crítica
Los opositores a las regulaciones de neutralidad de la red incluyen proveedores de servicios de Internet (ISP), compañías de telecomunicaciones y banda ancha, fabricantes de hardware informático, economistas y tecnólogos notables. Muchas de las principales empresas de hardware y telecomunicaciones se oponen específicamente a la reclasificación de la banda ancha como portadora común según el Título II. Entre los opositores corporativos a esta medida se incluyen Comcast, AT&T, Verizon, IBM, Intel, Cisco, Nokia, Qualcomm, Broadcom, Juniper, D-Link, Wintel, Alcatel-Lucent, Corning, Panasonic, Ericsson, Oracle, Akamai y otros. La Asociación de Telecomunicaciones y Banda Ancha de los Estados Unidos, que representa una gama diversa de proveedores de banda ancha pequeños y grandes, también se opone.
El artículo del economista Gary Becker, ganador del Premio Nobel en Memoria, titulado "Neutralidad de la red y bienestar del consumidor", publicado por el Journal of Competition Law & Economics, sostiene que las afirmaciones de los defensores de la neutralidad de la red "no proporcionan una justificación convincente para la regulación" porque existe " competencia significativa y creciente "entre los proveedores de acceso de banda ancha. El presidente de Google, Eric Schmidt, afirma que, si bien Google considera que los tipos de datos similares no deben ser discriminados, está bien discriminar entre diferentes tipos de datos, una posición en la que tanto Google como Verizon coinciden en general, según Schmidt. Según el Journal, cuando el presidente Barack Obama anunció su apoyo a las reglas estrictas de neutralidad de la red a fines de 2014, Schmidt le dijo a un alto funcionario de la Casa Blanca que el presidente estaba cometiendo un error. Google una vez abogó fuertemente por reglas similares a la neutralidad de la red antes de 2010, pero su apoyo a las reglas ha disminuido desde entonces; sin embargo, la empresa sigue "comprometida" con la neutralidad de la red.
Las personas que se oponen a las reglas de neutralidad de la red incluyen al inventor de TCP / IP Bob Kahn, el fundador de Netscape, Marc Andreessen, el fundador de Sun Microsystems, Scott McNealy, los fundadores de PayPal, Peter Thiel y Max Levchin, "Abuelo de Internet" David Farber, pionero de Internet David Clark, pionero de la conmutación de paquetes Louis Pouzin, fundador del MIT Media Lab Nicholas Negroponte, CEO de Nokia, Rajeev Suri, el pionero de VOIP Jeff Pulver, el empresario Mark Cuban y el expresidente de la FCC, Ajit Pai.
Los economistas laureados con el Premio Nobel que se oponen a las reglas de neutralidad de la red incluyen al economista de Princeton Angus Deaton, el economista de Chicago Richard Thaler, el economista del MIT Bengt Holmström y el difunto economista de Chicago Gary Becker. Otros incluyen a los economistas del MIT David Autor, Amy Finkelstein y Richard Schmalensee; Los economistas de Stanford Raj Chetty, Darrell Duffie, Caroline Hoxby y Kenneth Judd; El economista de Harvard Alberto Alesina; Los economistas de Berkeley Alan Auerbach y Emmanuel Saez; y los economistas de Yale William Nordhaus, Joseph Altonji y Pinelopi Goldberg.
Varios grupos de derechos civiles, como la Liga Urbana Nacional, Rainbow / PUSH de Jesse Jackson y la Liga de Ciudadanos Latinoamericanos Unidos, también se oponen a las regulaciones de neutralidad de la red del Título II, quienes dijeron que el llamado a regular el servicio de Internet de banda ancha como una utilidad perjudicaría a las comunidades minoritarias al sofocar la inversión en zonas desatendidas.
La Fundación Wikimedia, que administra Wikipedia, le dijo a The Washington Post que tiene una "relación complicada" con la neutralidad de la red. La organización se asoció con compañías de telecomunicaciones para brindar acceso gratuito a Wikipedia a personas en países en desarrollo, bajo un programa llamado Wikipedia Zero, sin requerir datos móviles para acceder a la información. El concepto se conoce como calificación cero. Dijo Gayle Karen Young, oficial de la Fundación Wikimedia, "La asociación con compañías de telecomunicaciones a corto plazo, desdibuja la línea de neutralidad de la red en esas áreas. Sin embargo, cumple nuestra misión general, que es proporcionar conocimiento gratuito".
Varios otros opositores crearon Hands Off The Internet, un sitio web creado en 2006 para promover argumentos en contra de la regulación de Internet. El principal apoyo financiero para el sitio web provino de AT&T, y entre los miembros se encontraban BellSouth, Alcatel, Cingular y Citizens Against Government Waste.
Robert Pepper, director ejecutivo senior de política global de tecnología avanzada en Cisco Systems y exjefe de desarrollo de políticas de la FCC, dice: "Los partidarios de la regulación de la neutralidad de la red creen que se necesitan más reglas. En su opinión, sin una mayor regulación, el servicio Los proveedores podrían repartir el ancho de banda o los servicios, creando un mundo bifurcado en el que los ricos disfrutan de un acceso a Internet de primera clase, mientras que todos los demás se quedan con conexiones lentas y contenido degradado. Ese escenario, sin embargo, es un paradigma falso. -Ningún mundo no existe hoy, ni existirá en el futuro. Sin una regulación adicional, es probable que los proveedores de servicios continúen haciendo lo que están haciendo. Continuarán ofreciendo una variedad de planes de servicio de banda ancha a una variedad de precios para adaptarse a cada tipo de consumidor ". El informático Bob Kahn ha dicho que la neutralidad de la red es un eslogan que congelaría la innovación en el núcleo de Internet.
Farber ha escrito y hablado enérgicamente a favor de la investigación y el desarrollo continuos de los protocolos básicos de Internet. Se unió a sus colegas académicos Michael Katz, Christopher Yoo y Gerald Faulhaber en un artículo de opinión para The Washington Post muy crítico con la neutralidad de la red, en el que básicamente afirma que si bien Internet necesita una remodelación, la acción del Congreso tiene como objetivo proteger las mejores partes de la red. Internet actual podría interferir con los esfuerzos para construir un reemplazo.

### Reducción de la inversión
Según una carta a los comisionados de la FCC y líderes clave del Congreso enviada por 60 importantes proveedores de tecnología de ISP, incluidos IBM, Intel, Qualcomm y Cisco, la regulación del Título II de Internet "significa que, en lugar de miles de millones de inversiones en banda ancha, se impulsan otros sectores de la economía hacia adelante". , cualquier reducción en este gasto sofocará el crecimiento en toda la economía. Esto no es una especulación ociosa o un alarmismo ... El Título II va a provocar una desaceleración, si no una retención, en el desarrollo de la banda ancha, porque si no Si sabe que puede recuperar su inversión, no lo logrará ". Según el Wall Street Journal, en una de las pocas sesiones de cabildeo de Google con funcionarios de la FCC, la empresa instó a la agencia a elaborar reglas que fomenten la inversión en redes de Internet de banda ancha, una posición que refleja el argumento de quienes se oponen a las estrictas reglas de neutralidad de la red, como AT&T y Comcast. Los que se oponen a la neutralidad de la red argumentan que la priorización del ancho de banda es necesaria para la innovación futura en Internet. [133] Los proveedores de telecomunicaciones, como las empresas de telefonía y cable, y algunas empresas de tecnología que suministran equipos de red, argumentan que los proveedores de telecomunicaciones deberían tener la capacidad de brindar un trato preferencial en forma de servicios escalonados, por ejemplo, otorgando a las empresas en línea dispuestas a pagar la capacidad de transferir sus servicios. paquetes de datos más rápidos que otro tráfico de Internet. Los ingresos adicionales de esos servicios podrían utilizarse para pagar la construcción de un mayor acceso de banda ancha a más consumidores.
Los opositores dicen que la neutralidad de la red dificultaría que los proveedores de servicios de Internet (ISP) y otros operadores de red recuperen sus inversiones en redes de banda ancha. John Thorne, vicepresidente senior y consejero general adjunto de Verizon, una empresa de telecomunicaciones y banda ancha, ha argumentado que no tendrán ningún incentivo para realizar grandes inversiones para desarrollar redes avanzadas de fibra óptica si se les prohíbe cobrar tarifas de acceso preferente más altas a las empresas. que deseen aprovechar las capacidades ampliadas de dichas redes. Thorne y otros ISP han acusado a Google y Skype de aprovecharse o aprovecharse gratuitamente por utilizar una red de líneas y cables que la compañía telefónica gastó miles de millones de dólares en construir.  Marc Andreessen afirma que "una visión de neutralidad de la red pura es difícil de mantener si también desea tener una inversión continua en redes de banda ancha. Si usted es una gran empresa de telecomunicaciones en este momento, gasta alrededor de $ 20 mil millones al año en capex [gastos capitales]. Necesita saber cómo va a obtener un retorno de esa inversión. Si tiene estas reglas de neutralidad de la red pura en las que nunca puede cobrar nada a una empresa como Netflix, nunca obtendrá un retorno de inversión continua en la red, lo que significa que dejará de invertir en la red. Y no me gustaría estar aquí dentro de 10 o 20 años con las mismas velocidades de banda ancha que tenemos hoy ". 
Los defensores de las reglamentaciones sobre neutralidad de la red afirman que los operadores de redes han seguido invirtiendo insuficientemente en infraestructura. Sin embargo, según Copenhagen Economics, la inversión estadounidense en infraestructura de telecomunicaciones es un 50 por ciento más alta que en la Unión Europea. Como porcentaje del PIB, la tasa de inversión en banda ancha de los Estados Unidos por PIB solo está ligeramente por detrás del Reino Unido y Corea del Sur, pero supera considerablemente a Japón, Canadá, Italia, Alemania y Francia. En cuanto a la velocidad de banda ancha, Akamai informó que EE. UU. Solo está detrás de Corea del Sur y Japón entre sus principales socios comerciales, y solo está detrás de Japón en el G-7 en velocidad de conexión máxima promedio y porcentaje de conexión de la población a 10 Mbit / so más. pero están sustancialmente por delante de la mayoría de sus otros socios comerciales importantes. 
La Casa Blanca informó en junio de 2013 que las velocidades de conexión de EE. UU. Son "las más rápidas en comparación con otros países con una población o masa de tierra similar". El informe de Akamai sobre "El estado de Internet" en el segundo trimestre de 2014 dice que "un total de 39 estados vieron una tasa de preparación de 4K más del doble durante el año pasado". En otras palabras, como informa ZDNet, esos estados vieron un aumento "importante" en la disponibilidad de la velocidad de 15 Mbit / s necesaria para video 4K. Según los datos del Progressive Policy Institute y de la UIT, los Estados Unidos tienen los precios básicos más asequibles para la banda ancha fija en la OCDE.
En Indonesia, hay un número muy elevado de conexiones a Internet que están sujetas a acuerdos exclusivos entre el proveedor de servicios de Internet y el propietario del edificio, y el cambio de esta dinámica podría dar lugar a muchas más opciones para el consumidor y velocidades más altas. El comisionado de la FCC, Ajit Pai, y Lee Goldman, de la Comisión Federal de Elecciones, escribieron en un artículo de política en febrero de 2015: "Compare Europa, que durante mucho tiempo ha tenido regulaciones de estilo de servicios públicos, con Estados Unidos, que ha adoptado un modelo regulatorio ligero. Velocidades de banda ancha en los Estados Unidos, tanto por cable como inalámbricos, son significativamente más rápidos que los de Europa. La inversión de banda en los Estados Unidos es varios múltiplos de la de Europa. Y el alcance de la banda ancha es mucho más amplio en los Estados Unidos, a pesar de su densidad de población mucho menor ". 
El pionero de VOIP Jeff Pulver afirma que la incertidumbre de que la FCC imponga el Título II, que según los expertos crearía restricciones regulatorias sobre el uso de Internet para transmitir una llamada de voz, fue el "mayor impedimento para la innovación" durante una década. Según Pulver, los inversores en las empresas que ayudó a fundar, como Vonage, retuvieron la inversión porque temían que la FCC pudiera utilizar el Título II para evitar que las empresas emergentes de VOIP pasaran por alto las redes telefónicas.

### Competencia significativa y creciente, inversión
Un documento de 2010 sobre la neutralidad de la red del economista del Premio Nobel Gary Becker y sus colegas declaró que "existe una competencia significativa y creciente entre los proveedores de acceso de banda ancha y que hasta la fecha se han observado pocos problemas competitivos importantes, lo que sugiere que no existe una justificación competitiva convincente para tal reglamento ". Becker y sus colegas economistas Dennis Carlton y Hal Sidler descubrieron que "entre mediados de 2002 y mediados de 2008, la cantidad de líneas de acceso de banda ancha de alta velocidad en los Estados Unidos creció de 16 millones a casi 133 millones, y la cantidad de líneas de banda ancha residenciales creció de 14 millones a casi 80 millones. El tráfico de Internet se triplicó aproximadamente entre 2007 y 2009. Al mismo tiempo, los precios de los servicios de acceso a Internet de banda ancha han caído drásticamente ". El PPI informa que los márgenes de beneficio de los proveedores de banda ancha de EE. UU. entre un sexto y un octavo de las empresas que utilizan la banda ancha (como Apple o Google), lo que contradice la idea de que los proveedores exigen un aumento monopolístico de los precios. 
Cuando el presidente de la FCC, Tom Wheeler, redefinió la banda ancha de 4 Mbit / sa 25 Mbit / s (3,125 MB / s) o más en enero de 2015, los comisionados de la FCC Ajit Pai y Mike O'Reilly creyeron que la redefinición era establecer la intención de la agencia de llegar a un acuerdo. la lucha por la neutralidad de la red con nuevas regulaciones. Los comisionados argumentaron que las pautas de velocidad más estrictas describían a la industria de la banda ancha como menos competitiva, lo que justificaba las medidas de la FCC con las regulaciones de neutralidad de la red del Título II.
Un informe del Progressive Policy Institute de junio de 2014 sostiene que casi todos los estadounidenses pueden elegir entre al menos 2-4 proveedores de servicios de Internet de banda ancha, a pesar de las afirmaciones de que solo hay un "pequeño número" de proveedores de banda ancha. Citando investigaciones de la FCC, el Instituto escribió que el 90 por ciento de los hogares estadounidenses tienen acceso a al menos un proveedor de banda ancha con cable y uno inalámbrico a velocidades de al menos 4 Mbit / s (500 kbyte / s) de bajada y 1 Mbit / s (125 kbyte / s) en sentido ascendente y que casi el 88 por ciento de los estadounidenses pueden elegir entre al menos dos proveedores de banda ancha cableados sin tener en cuenta la velocidad (por lo general, eligen entre una oferta de cable y telecomunicaciones). Además, tres de las cuatro compañías inalámbricas nacionales informan que ofrecen 4G LTE a 250-300 millones de estadounidenses, y la cuarta (T-Mobile) tiene 209 millones y sigue aumentando. De manera similar, la FCC informó en junio de 2008 que el 99,8% de los códigos postales en los Estados Unidos tenían dos o más proveedores de líneas de Internet de alta velocidad disponibles, y el 94,6% de los códigos postales tenían cuatro o más proveedores, según lo informado por los economistas Gary de la Universidad de Chicago. Becker, Dennis Carlton y Hal Sider en un artículo de 2010. 